# Casa Azuma
La casa adosada en Sumiyoshi (住吉の長屋 Sumiyoshi no Nagaya?), también llamada Casa Azuma (japonés 東邸), es una residencia personal en Sumiyoshi-ku, Osaka, Japón. Esta fue diseñada por el arquitecto japonés Tadao Ando en los comienzos de su carrera. La casa fue diseñada sin ventanas exteriores para reflejar el deseo del dueño de sentir que no se encontraba 'en Japón'. Para compensar la pérdida de luz, se añadió un patio interior con una pasarela transversal. 